# Peter Fritz (Energietechniker)
Peter Fritz (* 1952 in Waldheim) ist ein deutscher Energieexperte und Wissenschaftsmanager. Er war Hochschulrat in Karlsruhe, Mitglied des Nachhaltigkeitsbeirates Baden-Württemberg und Vorstandsmitglied einer Umweltforschungsstation.
Fritz studierte 1972 bis 1978 Verfahrenstechnik an der Leibniz-Universität Hannover und war anschließend dort wissenschaftlicher Mitarbeiter am Institut für Verfahrenstechnik. 1981 wurde er dort promoviert (über Reaktorsicherheit). Danach war er in der Industrie bei der EVT (Energie- und Verfahrenstechnik, Stuttgart) und bei der Preussag Noell GmbH angestellt.
Er war Vorsitzender des Hochschulrates und ist Ehrensenator der Hochschule Karlsruhe – Technik und Wirtschaft, Vorsitzender des Technologieausschusses der IHK Karlsruhe, Mitglied des Kuratoriums des Fraunhofer-Instituts für System- und Innovationsforschung, und war bis 2013 Vizepräsident für Forschung und Innovation am Karlsruher Institut für Technologie, nachdem er zuvor von 1999 bis 2009 Mitglied des Vorstands des Forschungszentrums Karlsruhe war. Er war Gründungsvorsitzender des Nachhaltigkeitsbeirates der Landesregierung Baden-Württemberg sowie Mitglied des Präsidiums des VDE Verband der Elektrotechnik Elektronik Informationstechnik e. V., Mitglied der Vorstandsversammlung und des wissenschaftlichen Beirates des VDI Verein Deutscher Ingenieure e. V. sowie Vorstandsvorsitzender der VDI/VDE-Gesellschaft für Mikroelektronik und Feinwerktechnik. Seit dessen Gründung im Jahr 2000 war er bis 2013 Sprecher des Kompetenzverbundes Kerntechnik.
Von 2006 bis 2009 war er außerdem Vorsitzender der Kerntechnischen Gesellschaft, von 2009 bis 2014 war er Vorsitzender des Vereins Energie-Fakten. Von 2010 bis 2014 war er Vizepräsident des Deutschen Atomforums mit Zuständigkeit für Wissenschaft und Forschung.
Er ist Initiator des bioliq-Verfahrens zur Herstellung hochwertiger Treibstoffe aus Biomassereststoffen am heutigen KIT. Er initiierte 2009 die Gründung der Celitement GmbH zur Entwicklung eines neuartigen, außergewöhnlich umweltfreundlichen Zementes. Von 2007 bis 2014 war er stellv. Vorsitzender des Konsortialrates der Umweltforschungsstation Schneefernerhaus und wurde 2014 mit der Bayerischen Verdienstmedaille für seine Umweltverdienste ausgezeichnet.
Von 2013 bis 2022 war er Geschäftsführender Gesellschafter der Dr. Peter Fritz Consulting GmbH.